# Rue du Monastère
La  rue du Monastère est une rue de Bruxelles qui est située sur la rive ouest des étangs d'Ixelles,. Elle débute à l'entrée de l'abbaye de La Cambre, à laquelle son nom fait référence, et aboutit avenue Louise.